# Bausack
Der Bausack ist ein Gesellschaftsspiel von Klaus Zoch. Es vereinigt Taktikspiel mit Geschicklichkeitsspiel. Das Ziel ist es, dass jeder Spieler unterschiedliche Spielklötze aufeinanderstapelt. Dazu müssen aber die Spieler ihr eigenes Geschick abschätzen und gezielt verhandeln können, welche Klötze sie in ihrem Turm verbauen können und welche nicht. Es erschien im Zoch Verlag im Jahre 1987. Das Spiel richtet sich an zwei bis sechs Mitspieler im Alter ab fünf Jahren. Die Spieldauer einer Partie Bausack liegt etwa bei 15–30 Minuten.

## Material
Das Spiel wird in Form eines kleinen Sackes vertrieben und dieser Bausack enthält etwa 70 Holzteile der verschiedensten Formen und Größen, mit denen fünf verschiedene Varianten gespielt werden können. Ein Säckchen getrockneter Bohnen als Zahlungsmittel liegt ebenfalls bei. Zum Zeitpunkt der Veröffentlichung war der Bausack ein Novum, da ein Spiel zum ersten Mal von der üblichen Spieleschachtel abwich. Den Bausack gibt es auch in einer Design-Ausführung mit 30 Zusatzteilen und den Holzformen in Rot und Schwarz als Sac Noir.

## Varianten
Je nach Spielerzusammensetzung (Kinder, Kinder plus Erwachsene, Erwachsene) kann eine von mehreren Varianten gewählt werden, die neben Geschick auch eine unterschiedliche Portion Taktik beinhalten:

### Turmbau zu Babel

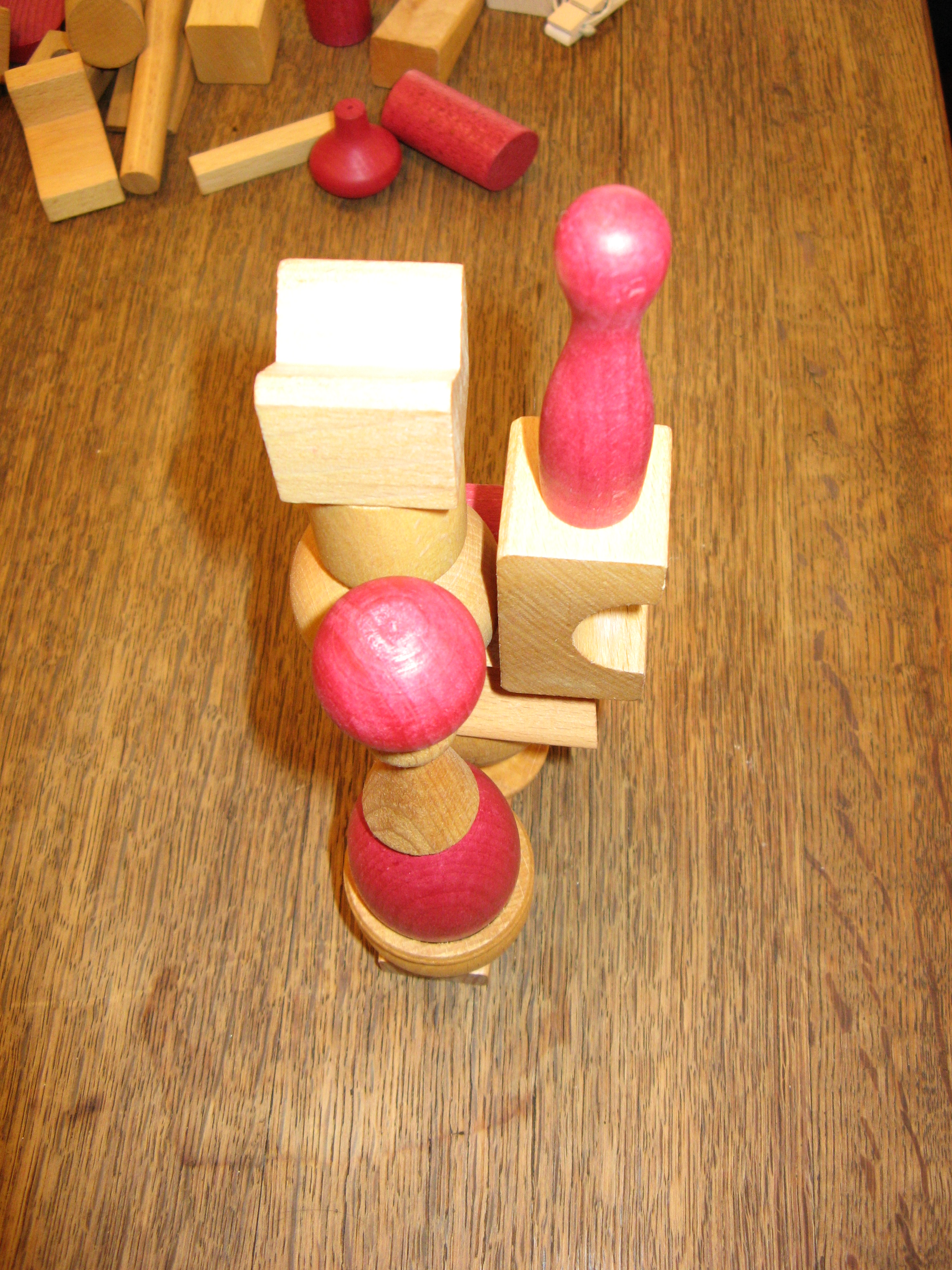
Bausackturm

Alle Spieler bauen gemeinsam an einem Turm. Stürzt der Turm ein, bekommt der Spieler, der das letzte sichere Bauteil beisteuerte, eine Bohne. Sieger ist, wer zuerst fünf Bohnen hat. 

### Baukette
Der Sack wird in der Mitte des Tisches ausgeschüttet. Nun nehmen sich die Spieler reihum zwölf Holzteile. Die Kette muss genau der späteren Bauabfolge entsprechen. Jeder Spieler bekommt ein Fundament und wessen Bauwerk am längsten stehen bleibt, gewinnt. 

### Knock Out
Jeder Spieler erhält zehn Bohnen als Startkapital. Der Startspieler wählt ein Bauteil aus und hat nun zwei Möglichkeiten: Entweder versteigert er es normal, Höchstgebot gewinnt und er darf das erste abgeben, oder er versteigert es „zum Ablehnen“. Wer es nicht haben will, muss bezahlen. Wessen Turm am längsten stehen bleibt, gewinnt.

### Hochstapelei
Wer an der Reihe ist, versteigert ein Bauteil, das er dann entweder bei sich selbst einbauen muss oder bei einem Mitspieler. 

### 3 × Rot gewinnt
Der Gewinner der Auktion darf entscheiden, wo das Bauteil eingebaut werden soll: im eigenen oder fremden Turm.

### Reihum
Alle Bauteile werden für alle Spieler zugänglich ausgelegt. Alle Spieler beginnen nacheinander einen eigenen Turm. Nachdem jeder Spieler sein erstes Bauteil gelegt hat, wechseln die Spieler reihum ihre Plätze, so dass in der nächsten Runde jeder den Turm des Nachbarn um ein Bauteil erweitert usw. Hierbei muss man taktisch bauen, damit es der Nächste am Turm möglichst schwer hat, diesen zu erweitern. Die Spieler scheiden nacheinander aus, wenn der Turm, den sie aktuell bebauen müssen, einstürzt.
Eine weitere Herausforderung bei dieser Spielvariante ist, wenn während des Spiels die Richtung des Turmtauschens gewechselt wird. Dann muss man evtl. an dem Turm weiter bauen, den man eben zuvor möglichst nicht-erweiterbar gestaltet hat.